# Sân vận động Gò Đậu
Sân vận động Bình Dương (tên khác: Sân vận động Gò Đậu) là một sân vận động đa năng có diện tích hơn 4 ha, nằm tại góc đường 30 Tháng 4 và Đại lộ Bình Dương (phường Thủ Dầu Một, Thành phố Hồ Chí Minh). Sân có 4 khán đài với sức chứa khoảng 18.250 chỗ ngồi. Đây là sân nhà của câu lạc bộ Becamex Thành phố Hồ Chí Minh, hiện đang thi đấu tại Giải bóng đá vô địch quốc gia.

## Sử dụng

### Giải trí
Nhóm nhạc Super Junior từng tổ chức một buổi biểu diễn tại sân vào ngày 7 tháng 5 năm 2011, nằm trong chuyến lưu diễn Super Show 3 của nhóm.

## Sự kiện thể thao

### Vòng loại Cúp bóng đá châu Á 2027
| Ngày                | Giờ   | Đội số 1 | Kết quả | Đội số 2  | Vòng đấu                          | Khán giả |
| ------------------- | ----- | -------- | ------- | --------- | --------------------------------- | -------- |
| 25 tháng 3 năm 2025 |       | Việt Nam | 5-0     | Lào       | Vòng loại Cúp bóng đá châu Á 2027 |          |
| 19 tháng 3 năm 2025 | 19:30 | Việt Nam | 2 - 1   | Campuchia | Vòng loại Cúp bóng đá châu Á 2027 |          |

Sân vận động được Becamex Bình Dương chọn làm sân nhà tại Giải bóng đá Vô địch Quốc gia Việt Nam.